# Adept
Adept és una aplicació lliure per a l'administració de paquets de programari en distribucions GNU/Linux que utilitzin el sistema de gestió de paquets de Debian (deb). Tècnicament, és un front-end per APT.
El programa utilitza les llibreries gràfiques Qt, per la qual cosa és ideal per l'entorn d'escriptori KDE, substituint a Kynaptic en algunes distribucions, com en Kubuntu.
L'última versió estable fou la 2.1.3 per a KDE 3. La versió 3 d'Adept es desenvolupava per a KDE 4 però, pel llançament de Kubuntu 9.04, va ser substituït per KPackageKit. Finalment, el 17 de desembre del 2008, es va suspendre el desenvolupament actiu d'Adept llevat de les correccions d'errors (bugs). Encara pot ser instal·lat des dels dipòsits de Debian Testing, Debian unstable i Ubuntu 9.04, 9.10, 10.04 i 10.10.

## Components
Consta de diversos components:
- Actualitzador Adept (adept_updater): l'assistent d'actualitzacions pel sistema.
- Adept Batch (adept_batch): script per automatitzar tasques mitjançant Adept.
- Administrador Adept (adept_manager): l'administrador de paquets (similar a Synaptic).
- Instal·lador de Adept (adept_installer): l'administrador d'aplicacions (Afegir i eliminar programes).
- Notificador Adept (adept_notifier): el notificador d'actualitzacions disponibles.